# United States Secret Service
United States Secret Service, USSS (ang. Tajna Służba Stanów Zjednoczonych) – jeden z najstarszych federalnych organów ścigania w Stanach Zjednoczonych, utworzony 5 lipca 1865, zajmujący się ochroną najważniejszych osób w państwie oraz ich rodzin, a także prowadzeniem śledztw w sprawie oszustw. Od 2003 podlega Departamentowi Bezpieczeństwa Krajowego USA.

## Historia

### Początki
Rozporządzenie o utworzeniu Secret Service zostało podpisane przez prezydenta Abrahama Lincolna 14 kwietnia 1865 i weszło w życie 5 lipca. Z początku agencja ta była jedynie wydziałem Departamentu Skarbu, którego głównym zadaniem była walka z fałszerstwem pieniędzy. Szacuje się, że wówczas 1/3 pieniędzy będących w obiegu była fałszywa. Rok później, w 1866, zlikwidowano około 200 miejsc, w których drukowano fałszywe banknoty. W 1867 agencja otrzymała zadanie prowadzenia śledztw w sprawach fałszerzy pieniędzy. Stała się w ten sposób pierwszą federalną agencją wywiadowczą w Stanach Zjednoczonych. Z czasem rozszerzano zakres jej uprawnień i obowiązków.

### Przekształcenie w agencję chroniącą głowę państwa
Pierwszy raz Secret Service oficjalnie zostało wykorzystane do ochrony głowy państwa w 1894. W związku z prowadzonym śledztwem wobec grupy hazardzistów z Kolorado, którzy planowali zamach na prezydenta Grovera Clevelanda, agencja przydzieliła część agentów, aby ochraniali prezydenta w Białym Domu, podróżowali z nim i zawsze jechali za jego powozem. Takie wykorzystanie agencji budziło wówczas kontrowersje i spotkało się z krytyką opozycji oraz części prasy. Cleveland uległ krytyce i zrezygnował z ochrony.
Secret Service wzmocniło ochronę prezydenta w reakcji na wydarzenia, mające miejsce w Europie między 1894 a 1900. Wiele osobistości padło w tym czasie ofiarami zamachów anarchistów, między innymi: prezydent Francji Marie François Sadi Carnot, premier Hiszpanii Antonio Cánovas del Castillo, cesarzowa Austrii Elżbieta Bawarska i król Włoch Humbert I. Niektórzy anarchiści emigrowali do Stanów Zjednoczonych, szukając schronienia, co wzmocniło czujność Secret Service. Od 1898 jednostka agencji stacjonowała w Białym Domu jako ochrona prezydenta. Po zamachu na prezydenta Williama McKinley’a w 1901, Kongres Stanów Zjednoczonych uchwalił przejęcie przez Secret Service pełnej odpowiedzialności za bezpieczeństwo głowy państwa. Poza jednostką odpowiedzialną za Biały Dom, prezydentowi przydzielono dwóch oficerów ochrony osobistej. Przydzielano także dodatkowych agentów na czas jego podróży lub urlopu. Pierwszym prezydentem, który korzystał z pełnej ochrony osobistej Secret Service, był Theodore Roosevelt. W 1917 Secret Service objęło ochroną członków najbliższej rodziny prezydenta.
W 1930 elegancko ubrany mężczyzna wszedł bezprawnie do Białego Domu. Pilnujący budynku policjanci przepuścili go ze względu na jego ubiór, uznając za agenta Secret Service. Po zdemaskowaniu mężczyzny, okazało się, że nie był niebezpieczny i dokonał włamania jedynie w celu zwiedzenia zabytku. Incydent skłonił jednak urzędującego prezydenta Herberta Hoovera do ubiegania się o objęcie policji pilnującej Białego Domu nadzorem Secret Service. Kongres poparł jego wniosek i uchwalił odpowiednią ustawę 20 lipca 1930.
Ochrona osobista prezydenta stopniowo wzrastała. W 1902 liczyła ona 2 osoby, w 1914 – 5 osób. w 1917 – 10 osób, a w 1939 – 18 osób.
W czasie II wojny światowej agencja otrzymała specjalne zadanie ochrony najcenniejszych dokumentów w historii Stanów Zjednoczonych przed bombardowaniem, kradzieżą i przejęciem przez wroga. Do zakończenia wojny przechowano między innymi oryginalne teksty Deklaracji niepodległości Stanów Zjednoczonych, Konstytucji Stanów Zjednoczonych i Biblii Gutenberga.
Ponieważ prezydent Franklin Delano Roosevelt otrzymywał groźby drogą pocztową, Secret Service utworzyła w 1940 sekcję Protective Research Section, która zajmowała się analizą pogróżek i przekazywaniem wniosków agentom ochrony.
W 1950 po raz pierwszy i jedyny w historii pracownik Secret Service stracił życie, w czasie wykonywania swoich zadań. Był nim Leslie Coffelt, który zginął w czasie zamachu na prezydenta Harry'ego Trumana w 1950. W reakcji na ten zamach przyjęto nową ustawę o ochronie prezydenta, jego rodziny oraz prezydenta elekta. Wiceprezydent Stanów Zjednoczonych mógł od tej pory korzystać z ochrony na własne życzenie. W 1961 ochroną objęto także byłych prezydentów przez 10 lat od zakończenia kadencji. W 1962 wiceprezydentowi przydzielono obowiązkową ochronę na stałe.

### Reforma po zamachu na prezydenta Kennedy’ego
Najdalej idące zmiany w systemie ochrony osobistej prezydenta poczyniono na zlecenie komisji Warrena, badającej zabójstwo Johna F. Kennedy’ego. W 1964 komisja stwierdziła, że czynności składające się na urząd prezydenta zwiększyły się do tego stopnia, że zapewniana mu ochrona stała się niewystarczająca. Zdaniem komisji, Secret Service nie ustaliła osób, które miały stanowić zagrożenie dla prezydenta i nie dysponowała odpowiednio przeszkolonym personelem, odpowiednim sprzętem oraz ochroną motorową i techniczną potrzebną do wykonania zadania. Przed zamachem zadania Secret Service dotyczyły tylko bezpośredniego niebezpieczeństwa zagrażającego prezydentowi. Agencja nie potrafiła zidentyfikować potencjalnych źródeł niebezpieczeństwa. Zarzucono jej również zbytnie poleganie na innych urzędach w celu zgromadzenia informacji potrzebnych do wypełnienia zadania.
Komisja Warrena wysunęła wnioski, że Secret Service powinna zastosować jak najszybciej skuteczniejsze i dokładniejsze kryteria dla określenia potencjalnych niebezpieczeństw, o których powinna być powiadamiana przez inne organy. Powinna być między innymi niezwłocznie informowana o powrocie każdego zbiega do kraju. Powinna też zastosować najnowsze technologie do gromadzenia i opracowywania informacji oraz nawiązać ścisłą współpracę z innymi organami federalnymi, takimi jak Federalne Biuro Śledcze i National Security Agency. Komisja zaleciła również, aby lekarz prezydenta zawsze znajdował się w jego pobliżu.
Po zabójstwie Roberta Kennedy’ego w 1968 objęto ochroną również wdowy po prezydencie do jej śmierci lub ponownego zamążpójścia. Z czasem byłym prezydentom zapewniono dożywotnią ochronę osobistą, a także objęto nią ważniejszych kandydatów ubiegających się o nominację prezydencką.

### Po 1990
W 1998 prezydent Bill Clinton podpisał Dyrektywę nr 62, zobowiązując Secret Service do ochrony poszczególnych imprez. Dyrektywa przyjęła w 2000 formę ustawy Public Law 106-544.
Od 1 marca 2003 Secret Service nie podlega Departamentowi Skarbu, lecz nowo utworzonemu Departamentowi Bezpieczeństwa Krajowego Stanów Zjednoczonych.
W 2004 Barbara Riggs została pierwszą w historii kobietą powołaną na stanowisko zastępcy dyrektora Secret Service, a 27 marca 2013 Julia Pierson została pierwszą w historii kobietą na stanowisku dyrektora Secret Service.

## Zakres obowiązków i uprawnień

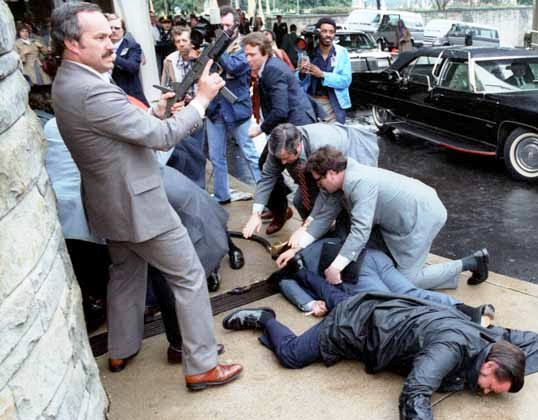
Reakcja agentów Secret Service na zamach na prezydenta Ronalda Reagana

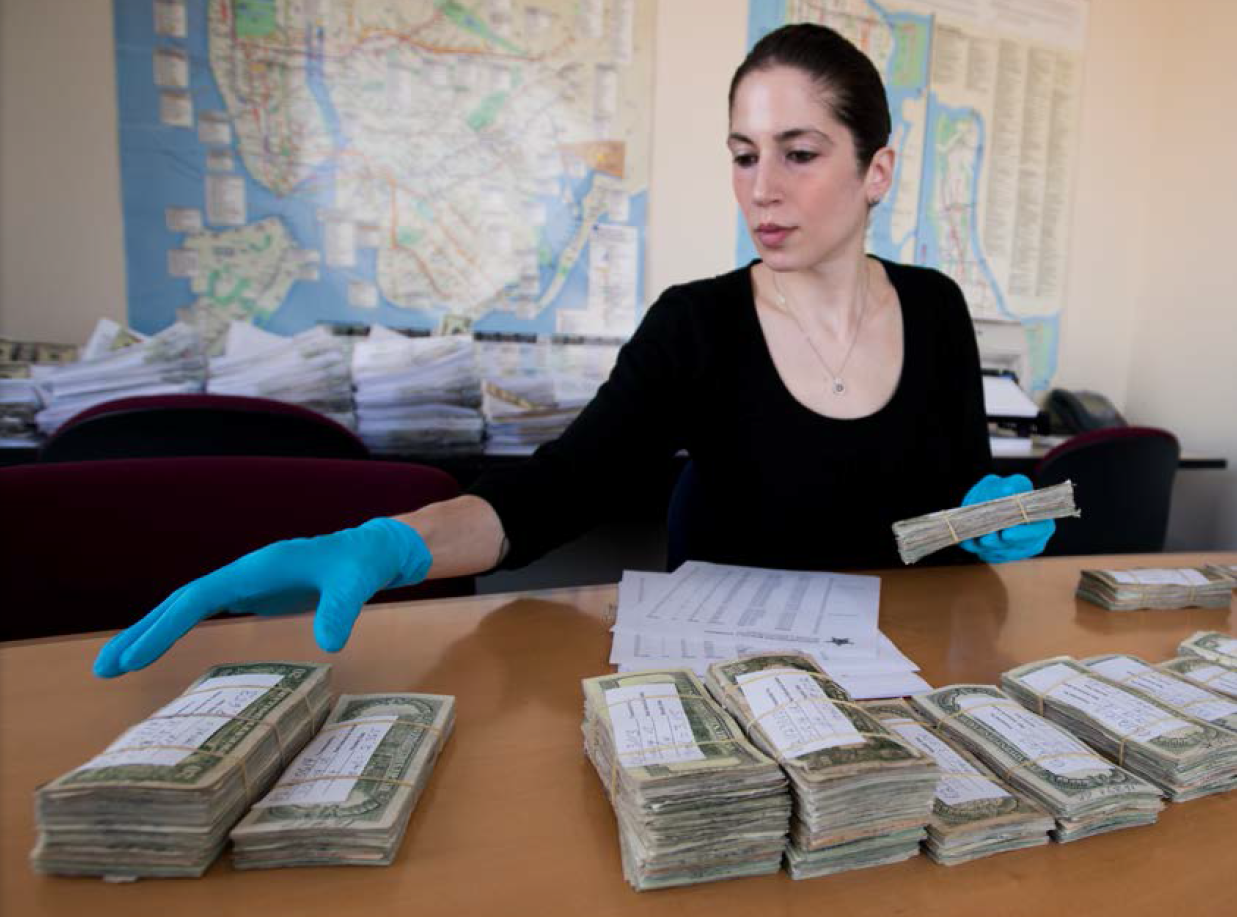
Śledztwo w sprawie fałszowania banknotów

Głównymi zadaniami Secret Service jest zapewnienie ochrony głowie państwa, prowadzenie dochodzeń w sprawach oszustw i zwalczanie fałszerstw pieniędzy.
Ustawa Public Law 91-217 z 1970 zobowiązuje Secret Service do ochrony:
- prezydenta i członków jego bezpośredniej rodziny;
- wiceprezydenta i członków jego bezpośredniej rodziny;
- kandydatów na prezydenta Partii Demokratycznej i Partii Republikańskiej w latach wyborczych;
- Białego Domu, budynku Departamentu Skarbu i innych biur prezydenta Stanów Zjednoczonych;
- oficjalnej rezydencji wiceprezydenta Stanów Zjednoczonych;
- zagranicznych misji dyplomatycznych w Stanach Zjednoczonych[5].

Na mocy innych ustaw Secret Service jest zobowiązana także do ochrony prezydenta elekta i wdowy po prezydencie, aż do jej śmierci lub ponownego zamążpójścia.
Każda wizyta prezydenta jest poprzedzana inspekcją miejsca, które będzie odwiedzał, z punktu widzenia bezpieczeństwa. Szczególnemu sprawdzeniu podlega kuchnia i żywność. Jeśli prezydent podróżuje samochodem lub pociągiem, poprzedza go samochód zwany pilotem, który sprawdza, czy trasa jest bezpieczna. Limuzynę prezydenta zawsze prowadzi agent Secret Service, a pozostali agenci znajdujący się w pojeździe obserwują otoczenie.
Agencja zajmuje się również analizą listów adresowanych do prezydenta, zawierających pogróżki, w celu zidentyfikowania ich nadawcy.

## Struktura
Secret Service składa się z dwóch struktur:
- Uniformed Division (Wydział Umundurowany), dzielący się na trzy struktury:
  - Sekcja Białego Domu;
  - Sekcja Placówek Zagranicznych;
  - Sekcja Obserwatorium Marynarki Wojennej (gdzie znajduje się rezydencja wiceprezydenta Stanów Zjednoczonych);
- Special Agents Division (Wydział Agentów Specjalnych)[5].

## Personel i przeszkolenie

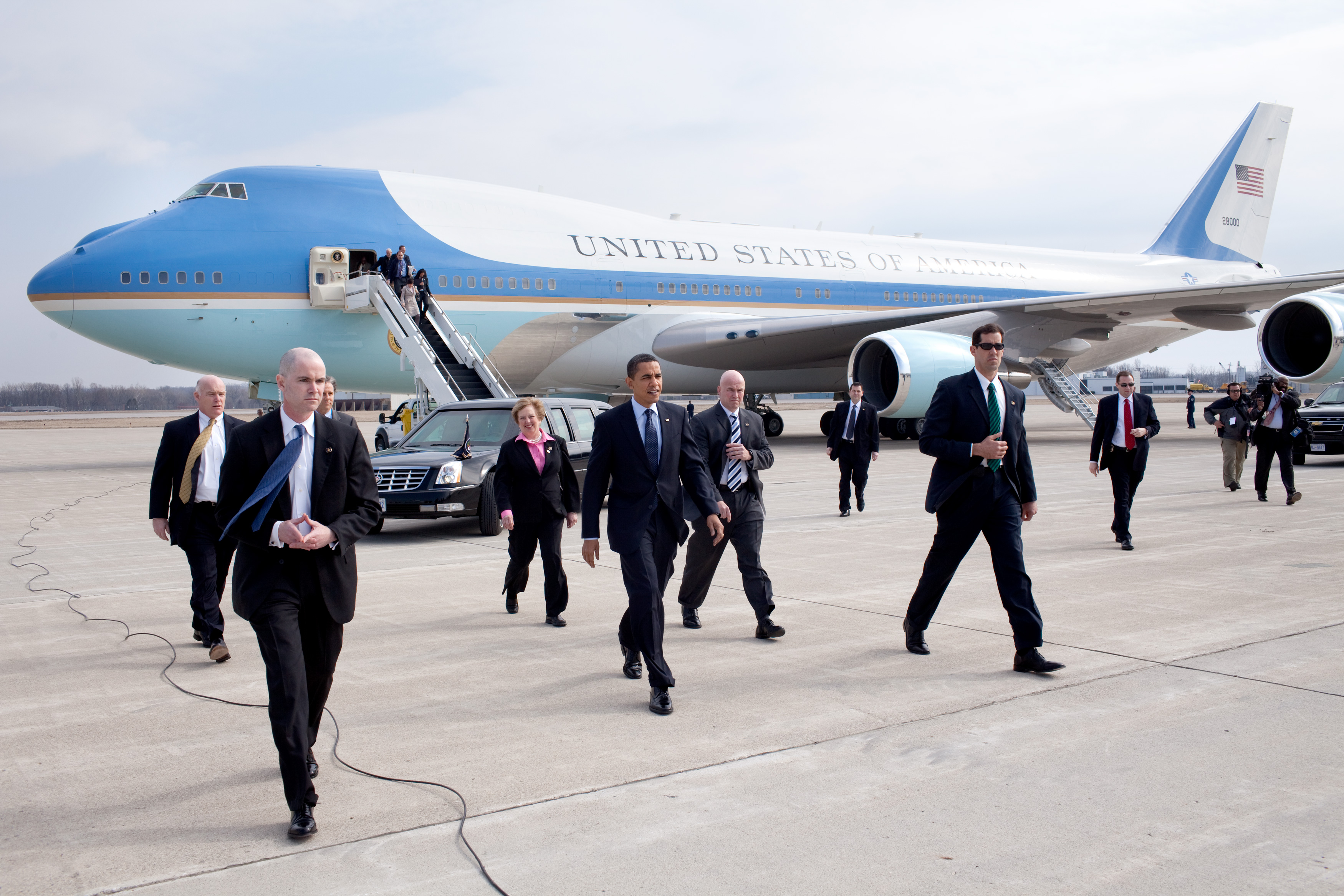
Agenci Secret Service (w okularach przeciwsłonecznych) ochraniający prezydenta Stanów Zjednoczonych Baracka Obamę, senatora Sherroda Browna i członkinię Izby Reprezentantów Mary Jo Kilroy

Agencja Secret Service w 2010 liczyła ok. 6500 pracowników, w tym ok. 320 agentów specjalnych, 1300 służby mundurowej i 2000 techników oraz pracowników administracji.
Agenci noszą pistolety SIG-Sauer P229. Są szkoleni również w posługiwaniu się bronią długą i maszynową, a także w udzielaniu pierwszej pomocy, walce z pożarem i ochronie prezydenta w wypadku ataku atomowego, biologicznego czy chemicznego.

## Kody prezydentów
Od czasu, kiedy prezydentem był Harry Truman, Secret Service przydziela każdemu prezydentowi i jego rodzinie kryptonimy. Kody członków rodziny zaczynają się na tę samą literę co kod prezydenta.
| Prezydent         | Kod           | Tłumaczenie                   | Przypis |
| ----------------- | ------------- | ----------------------------- | ------- |
| Harry Truman      | „General”     | Generał                       | [ 5 ]   |
| Dwight Eisenhower | „Providence”  | Opatrzność                    | [ 5 ]   |
| John F. Kennedy   | „Lancer”      | Ułan                          | [ 8 ]   |
| Lyndon B. Johnson | „Volunteer”   | Ochotnik                      | [ 9 ]   |
| Richard Nixon     | „Searchlight” | Reflektor                     | [ 8 ]   |
| Gerald Ford       | „Passkey”     | Wytrych                       | [ 5 ]   |
| Jimmy Carter      | „Deacon”      | Diakon                        | [ 8 ]   |
| Ronald Reagan     | „Rawhide”     | Skóra surowa                  | [ 5 ]   |
| George H.W. Bush  | „Timberwolf”  | Wielki szary wilk amerykański | [ 5 ]   |
| Bill Clinton      | „Eagle”       | Orzeł                         | [ 5 ]   |
| George W. Bush    | „Trailblazer” | Pionier                       | [ 8 ]   |
| Barack Obama      | „Renegade”    | Renegat                       | [ 8 ]   |
| Donald Trump      | „Mogul”       | Potentat                      | [ 8 ]   |
| Joe Biden         | „Celtic”      | Celt                          | [ 10 ]  |

## Kontrowersje
Sprawą kontrowersyjną była kwestia zeznawania agentów Secret Service przeciwko prezydentowi, którego ochraniali. Kwestia ta była szeroko komentowana, kiedy prokurator Kenneth Starr prowadził w 1998 dochodzenie przeciwko prezydentowi Billowi Clintonowi w sprawie skandalu obyczajowego. Prokurator chciał przesłuchać agentów, aby ustalić, czy w latach 1995–1997 kiedykolwiek widzieli Clintona zostającego sam na sam z Monicą Lewinsky i co słyszeli, kiedy prezydent rozmawiał ze współpracownikami na temat kontaktów z innymi kobietami. Biały Dom i szefowie Secret Service sprzeciwiali się temu, argumentując, że to podważy zaufanie prezydenta do ochrony osobistej i negatywnie wpłynie na jej skuteczność. Kwestia przesłuchań została skierowana do Sądu Apelacyjnego w Waszyngtonie, który wyraził zgodę na przesłuchanie agentów. Następnie administracja prezydenta skierowała skargę do Sądu Najwyższego Stanów Zjednoczonych, który jednak podtrzymał decyzję Sądu Apelacyjnego. Przeciwny przesłuchiwaniom agentów ochrony był także były prezydent George H.W. Bush, natomiast byli prezydenci Jimmy Carter i Gerald Ford wyrazili opinię, że agenci powinni zeznawać.